# Citadelle de Cascais
La citadelle de Cascais, est un ensemble fortifications militaires construites entre le XVe siècle et le XVIIe siècle située dans la freguesia de Cascais e Estoril (pt), sur le territoire de la municipalité de Cascais (district de Setúbal, Portugal),.
Elle fait partie de la défense de l'embouchure du Tage, avec le Fort de São Sebastião da Caparica et la Tour de São Vicente de Belém. Elle comprend la Tour de Santo António de Cascais, le Fort de Nossa Senhora da Luz de Cascais et le Palácio da Cidadela (pt).
Elle est classée Immeuble d'intérêt public (Catégorie IIP) Monument national depuis1977.

## Historique
Le complexe servait à défendre cette portion de littoral sur la route menant à la capitale, Lisbonne, et servit de résidence d'été aux rois du Portugal après 1870. Il sert actuellement de résidence d'été au président de la République portugaise.
La fortification originale du site remonte à une tour de la fin du Moyen Âge, commencée sous le règne de Jean II de Portugal (1481-1495).
À l'époque de la dynastie des Philippines (pt), sous le règne de Philippe II d'Espagne (1580-1598), l'agrandissement et le renforcement de cette défense furent planifiés, dans le cadre du vaste plan de défense de l'embouchure du Tage (1590).
Ce projet, cependant, ne fut jamais pleinement réalisé, se limitant au renforcement et à l'agrandissement de la tour originale qui, ayant reçu un plan triangulaire, fut rouverte sous l'invocation de Nossa Senhora da Luz.
Après la restauration de l'indépendance vis-à-vis du Portugal, l'idée du projet philippin fut relancée et la citadelle fut construite. L'inscription épigraphique au-dessus des armoiries se lit comme suit : I.H.S.V.M. / EL=REI DOM IOÃO 4o. De FELICE MEMORIA MANDOU FA= / ZER ESTA FORTALEZA SENDo G.or DAS ARMAS Do ANto LVIZ / DE MENEZES CÔDe De CANTANHEDe DoS SEVS CONEiros DeSTADo E G= / Vrra VEADoR DE SVA FAda COMECOV NO ANNO DE 1681.

## Galerie

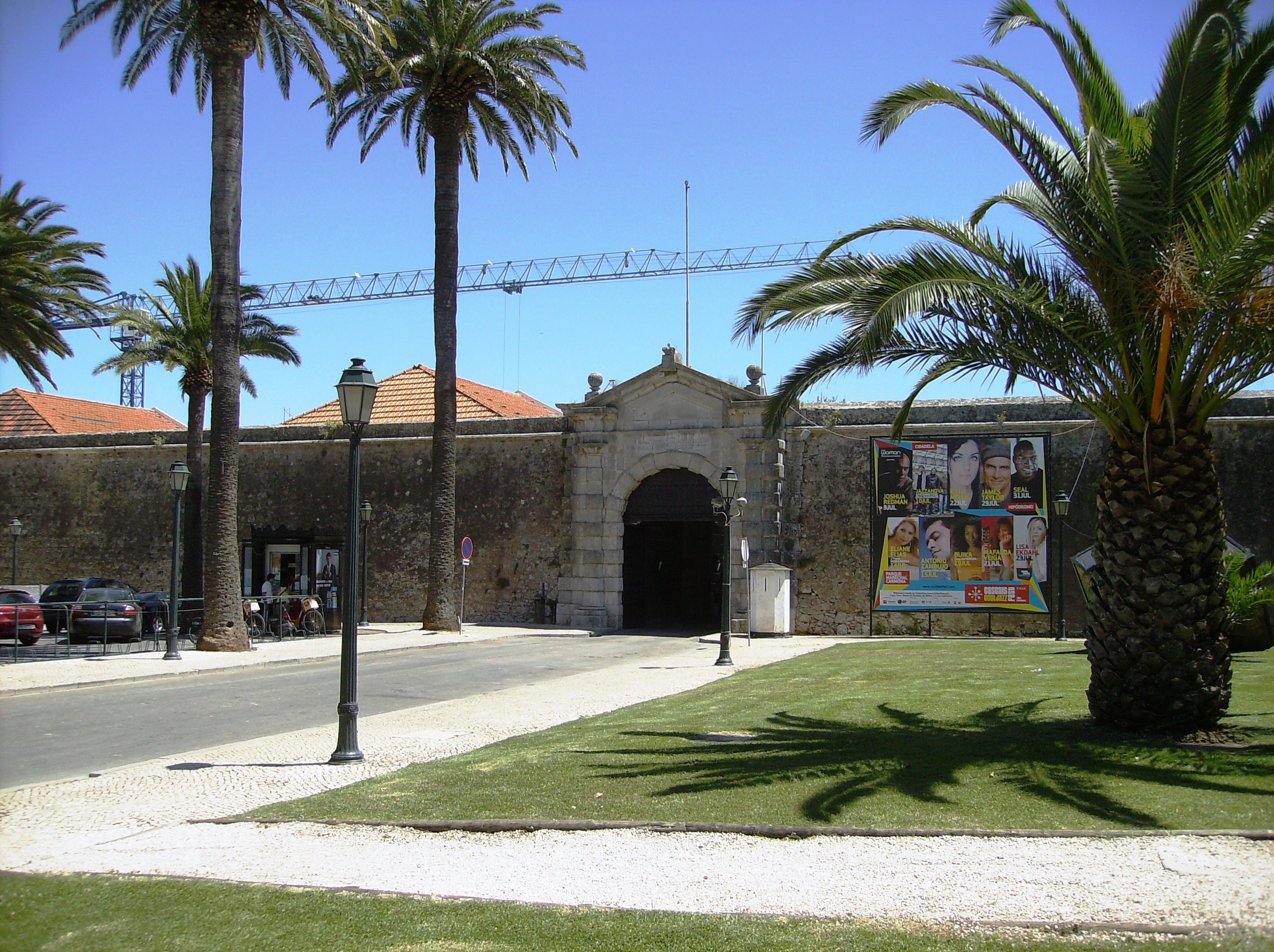
Entrée de la citadelle
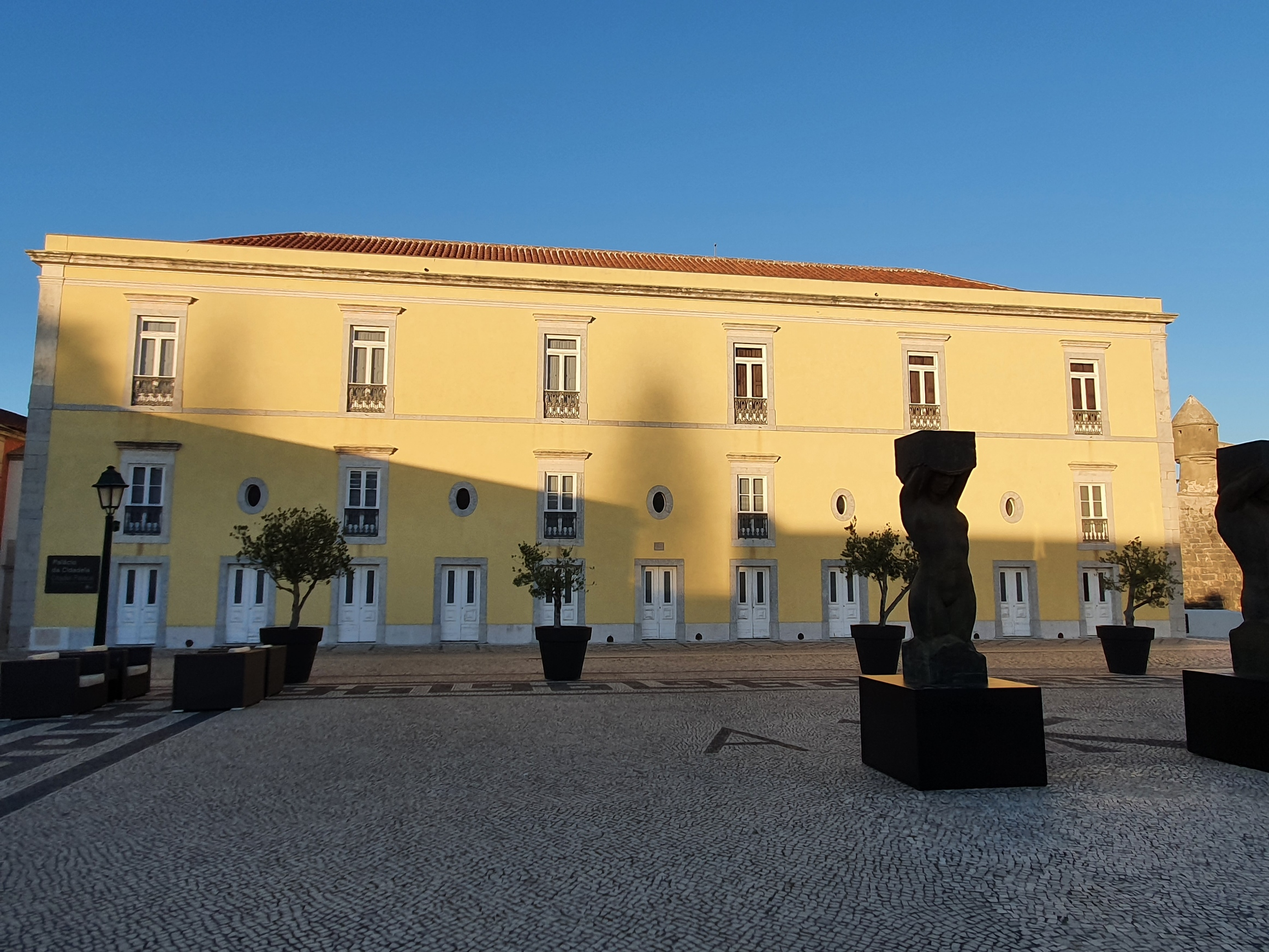
Palace de la citadelle